# Gaz natural lichefiat

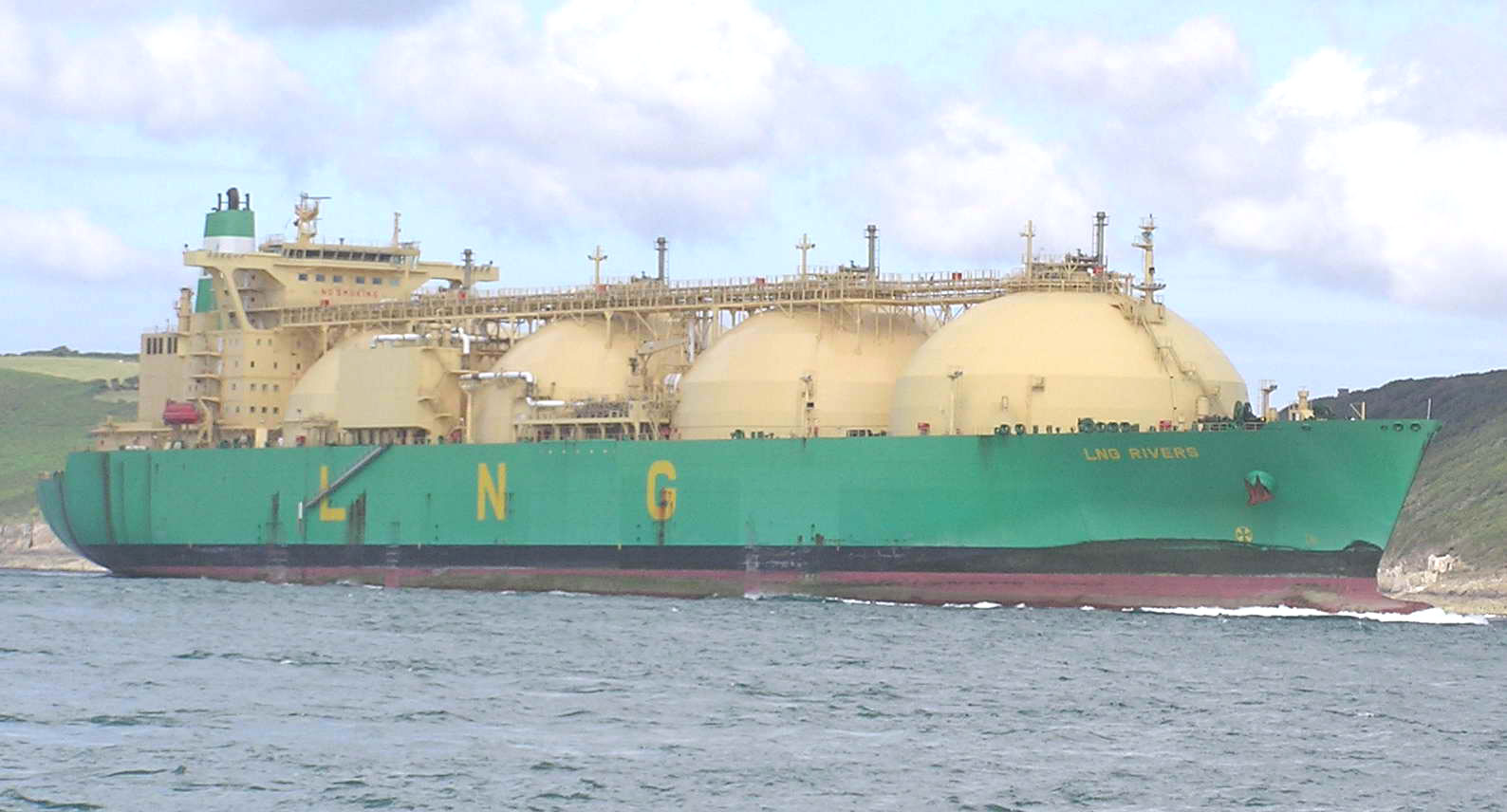
Gaz natural lichefiat

Gazul natural lichefiat (GNL) este gaz natural (predominant metan, CH4, cu un amestec de etan C2H6) care a fost răcit în formă lichidă pentru ușurința și siguranța depozitării sau transportului fără presiune. Ea necesită aproximativ 1 / 600 volumul de gaze naturale în stare gazoasă (în condiții standard de temperatură și presiune). Este inodor, incolor, netoxic și ne-coroziv. Pericolele includ inflamabilitatea după vaporizare în stare gazoasă, congelare și asfixie. Procesul de lichefiere implică îndepărtarea anumitor componente, cum ar fi praful, gazele acide, heliul, apa și hidrocarburile grele, care ar putea cauza dificultăți în aval. Gazul natural este apoi condensat în lichid la o presiune apropiată de atmosferă prin răcirea acestuia la aproximativ -162 ° C (-260 ° F); presiunea maximă de transport este stabilită la aproximativ 25 kPa (4 psi).

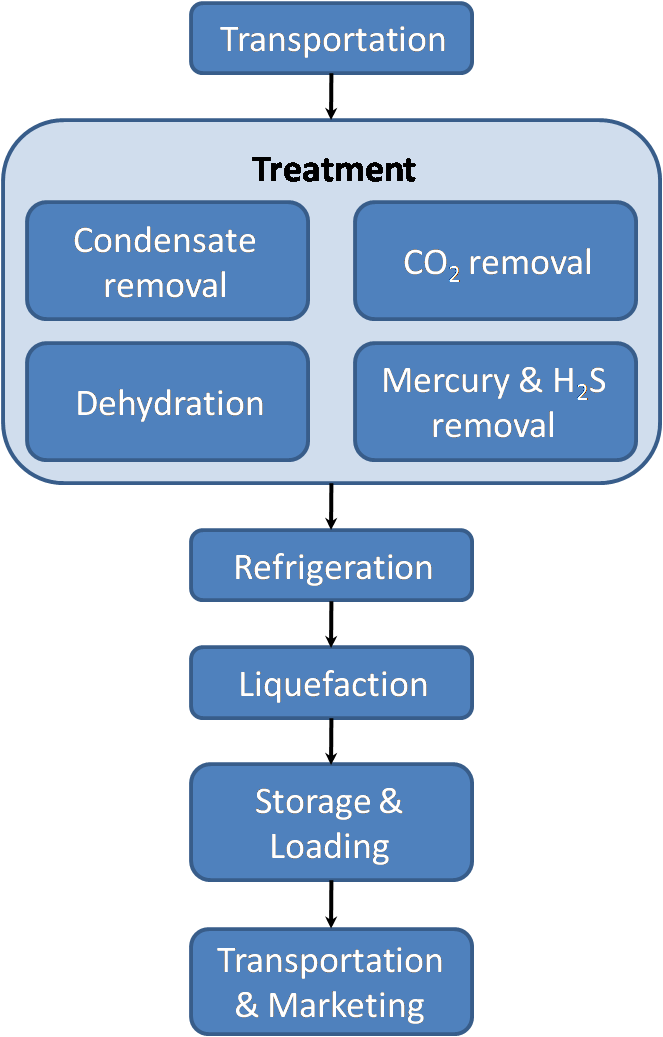
Un proces tipic de GNL. Gazul este mai întâi extras și transportat într-o instalație de procesare unde se purifică prin îndepărtarea condenselor cum ar fi apă, ulei, noroi, precum și alte gaze, cum ar fi CO2 și H2S. Un tren de proces GNL va fi, de asemenea, proiectat în mod tipic pentru a elimina cantitățile de mercur din fluxul de gaze pentru a preveni amalgamizarea mercurului cu aluminiul în schimbătoarele de căldură criogenice. Gazul este apoi răcit în etape până când este lichefiat. GNL este stocat în cele din urmă în rezervoarele de stocare și poate fi încărcat și expediat.

## Legături externe
- GIIGNL 2018 Annual Report (video) Arhivat în 4 aprilie 2021, la Wayback Machine.
- LNG educational Video. How Natural Gas is compressed into Liquid Natural Gas for transport (Shell).
- Center For LNG
- LNG news and industry magazine
- Gasworld website Arhivat în 23 martie 2014, la Wayback Machine.
- New LNG Plant Technology
- What is LNG and how is it becoming a U.S. energy source?
- Liquefied Natural Gas in the US: Federal Energy Regulatory Commission (FERC)
- LNG safety
- Alternative Fuel Vehicle Training From the National Alternative Fuels Training Consortium
- LNG Safety "The Risks and Dangers of LNG" is an exhaustive report prepared by CH·IV International President, Jeff Beale, analyzing the points made in a controversial Anti-LNG video.
- LNG Terminal Siting Standards Organization Advocating Government Adoption of LNG Industry Standards
- Prospects for Development of LNG in Russia Konstantin Simonov's speech at LNG 2008. 23 aprilie 2008.
- The Terrorist Threat to Liquefied Natural Gas: Fact or Fiction?
- Asia’s growing share in global LNG market Arhivat în 12 mai 2014, la Wayback Machine. via World Review
- BP's Energy Outlook 2035 with access to downloads of global historical data
- The Global Liquefied Natural Gas Market: Status and Outlook – (Adobe Acrobat *.PDF document)
- California Energy Commission: The Outlook for Global Trade in Liquefied Natural Gas Projections to the Year 2020 Arhivat în 26 februarie 2009, la Wayback Machine. – (Adobe Acrobat *.PDF document)
- Guidance on Risk Analysis and Safety Implications of a Large Liquefied Natural Gas (LNG) Spill Over Water – (Adobe Acrobat *.PDF document)
- The International Group of Liquefied Natural Gas Importers (GIIGNL)
- The LNG Industry 2008 - (Adobe Acrobat *.PDF document)
- Society of International Gas Tanker and Terminal Operators World LNG Industry Standards